# Ayden Owens-Delerme
Ayden Owens-Delerme (* 28. Mai 2000 in Pittsburgh, Pennsylvania) ist ein puerto-ricanischer Leichtathlet, der sich auf den Zehnkampf spezialisiert hat. Sowohl im Zehnkampf als auch im 400-Meter-Lauf ist er Inhaber des Landesrekords.

## Sportliche Laufbahn
Erste internationale Erfahrungen sammelte Ayden Owens-Delerme im Jahr 2018, als er bei den U20-Weltmeisterschaften in Tampere mit 6744 Punkten den zwölften Platz im Zehnkampf belegte. Ab 2019 studierte er zuerst an der University of Southern California, ehe er an die University of Michigan wechselte. Seit 2022 studiert er an der University of Arkansas und wurde im selben Jahr NCAA-Collegemeister im Zehnkampf. Zudem qualifizierte er sich für die Weltmeisterschaften in Eugene und belegte dort mit neuem Landesrekord von 8532 Punkten den vierten Platz. Im Zuge dieses Mehrkampfs absolvierte er die 400-Meter als letzte Disziplin am ersten Tag in 45,07 s und stellte damit ebenfalls einen neuen Landesrekord auf.  Im Jahr darauf egalisierte er in der Halle den Landesrekord über 60 m Hürden von 7,71 s und im März wurde er mit 6518 Punkten Zweiter bei den NCAA-Hallenmeisterschaften, liegt damit aber auf Platz drei der ewigen Bestenliste (Stand: März 2023). Im Juli siegte er mit 8281 Punkten die Goldmedaille im Zehnkampf bei den Zentralamerika- und Karibikspielen in San Salvador und konnte anschließend seinen Wettkampf bei den Weltmeisterschaften in Budapest nicht beenden. 2024 verbesserte er den Landesrekor auf 8732 Punkte und wurde dann bei den Olympischen Sommerspielen in Paris mit 8437 Punkten Neunter.

## Persönliche Bestleistungen
- 400 Meter: 45,07 s, 23. Juli 2022 in Eugene (puerto-ricanischer Rekord)
- 110 m Hürden: 13,59 s (+1,3 m/s), 23. Juni 2023 in Fayetteville
  - 60 m Hürden (Halle): 7,71 s, 4. Februar 2023 in Albuquerque (puerto-ricanischer Rekord)
- 400 m Hürden: 48,26 s, 13. Mai 2023 in Baton Rouge
- Zehnkampf: 8732 Punkte, 18. April 2024 in Walnut (puerto-ricanischer Rekord)
  - Siebenkampf (Halle): 6518 Punkte, 11. März 2023 in Albuquerque (puerto-ricanischer Rekord)